# Magali Trouche
Magali Trouche, née le 3 avril 1974, est une trampoliniste française.

## Carrière
Aux Championnats du monde de trampoline 1992, elle est médaillée de bronze de trampoline par équipes.